# 海地古德
海地古德 是海地的流通貨幣。貨幣編號HTG。輔幣單位為分。1古德=100分。

海地在2004年開始使用的紙幣系列。

## 流通中的貨幣

### 硬幣
- 5 分
- 10 分
- 20 分
- 50 分
- 1 古德
- 5 古德

### 紙幣

#### 2004年
- 10 古德
  - 正面：辛納迪·貝萊爾
  - 背面：Fort Cap Rouge (Jacmel)
- 25 古德
  - 正面：法布爾·加法德
  - 背面：Des Platons fortress (Dussis)
- 50 古德
  - 正面：弗朗索瓦·客貝爾
  - 背面：Fort Jalousière (Marmelade)
- 100 古德
  - 正面：亨利·克里斯托夫
  - 背面：Henry Citadel (Milot)
- 250 古德
  - 正面：让-雅克·德萨林
  - 背面：Fort Décidé (Marchand)
- 500 古德
  - 正面：亚历山大·佩蒂翁
  - 背面：Fort Jacques (Fermathe)

## 外部連結
- 唐的世界硬币画廊：Haiti
- 罗恩·怀斯的世界纸币：Haiti 镜像网站
- 环球货币历史：Haiti
- 《环球金融资料》系列：Haiti Gourde
- 《环球金融资料》货币历史表格（ 微软试算表格式）